# DEEP RIVER
『DEEP RIVER』（ディープ・リバー）は、2002年6月19日に東芝EMIより発売された宇多田ヒカルの3rdアルバム。宇多田ヒカル史上最も短い、前作から1年3か月をあけてのリリースとなっており、宇多田の10代最後のアルバムである。宇多田は本作で本格的に編曲を行うようになり、デビュー以来多くの宇多田の楽曲を手掛けてきた河野圭とともにアレンジャーのクレジットに名前が刻まれている。
ジャケット写真や遠藤周作の『深い河』にインスパイアされたタイトルからも窺える通り、暗く内省的な世界観が打ち出されており、楽曲もマイナーコードを主体としたものが多い。また、デビュー以来のR&Bというジャンルの枠を完全に超え、ハウスや2ステップなどのダンス・ビートやロックアレンジなどでサウンド面での広がり見せつつ、全体的にジャンルレスな音楽性となっている。
アルバムは、シングル「FINAL DISTANCE」「traveling」「光」「SAKURAドロップス/Letters」とその他の新曲の全12曲で構成されている。本作は、国内歴代5位となる初動売上235万枚を記録したほか、累計売上枚数は歴代アルバム売上第9位の360万枚となっている。また本作で宇多田は、オリコンアルバムランキング3作連続年間首位を記録した。

## 背景
宇多田ヒカルは2001年3月に2ndアルバム『Distance』を発売した。発売後に収録曲「DISTANCE」をシングルカットすることが決定した際、宇多田は「この曲をオリジナルだけで出すのはシングルとして納得いかない」と感じ、リミックスでもリカットでもなく「新曲」として作り直すことにした。その際オリジナルにあったビートを廃すなどの奇抜な手法でバラードにリメイクし、完成した曲を聴いて宇多田は「こんなに旨いものがあったのか!」「ものを作るのってこれぐらい大きい仕事なんだ!」と感動し、新しいアルバムのヴィジョンが見え始めたという。またこの曲以降、楽曲の編曲クレジットに宇多田の名前も記載されるようになる。なお、宇多田は同年1月からコロンビア大学を休学しており、後に「今しか作れない音楽、今しか歌えない音楽がある気がした」、またこの頃から「自分に意思でミュージシャンになったという意識が芽生えた」と振り返っている。そして宇多田は公式サイトへの書き込みの更新頻度も減るほどに楽曲制作に打ち込むようになった。また、同年9月11日にニューヨークで同時多発テロが発生したが、翌日には宇多田の無事がスタッフから報告されている。11月28日に「traveling」を発売。翌年1月に19歳の誕生日を迎えると、2月にはNYでレコードレーベル「Island Def Jam」と専属契約を結んだことを発表、またスイスで開かれた世界経済フォーラム（通称ダボス会議）でもパフォーマンスを披露した。3月に新曲「光」を発表し、4月にはニューアルバムの完成が間近に迫っていることも報告された。新曲「SAKURAドロップス/Letters」の発売が迫る2002年5月5日、「緊急のお知らせ」として、アルバム制作は無事終了したものの、宇多田の深刻な体調不良により当分のプロモーション活動が休止されたことが公表された。宇多田は同年4月に卵巣腫瘍（良性）が発覚し、同月10日にその摘出手術を行っていた。しかし、術後の治療に不可欠な女性ホルモンの副作用が著しく、このまま仕事を続けていくのが不可能な状態になっていたという。
アルバムは、約1年という宇多田ヒカル史上最短期間で制作された。宇多田はこれについて、当時のインタビューで「たぶん、今、急いで作んなきゃ作れないんじゃないかなと思ったからかなぁ？今の私にしかできないだろうなと思って。自分がどんどん変わってっちゃうのがわかるから…」と語っている。デビュー当時から宇多田の制作に関わってきた三宅彰は、この曲作りのペースアップの背景には「彼女のプロ意識の芽生え」があると語っている。また、本作は宇多田自らアレンジにまで本格的に参加したことで、自分の「色」が詰まった濃い「エスプレッソ」のようなアルバムになっているという。宇多田は「個性的っていうのは目指すところ」とした上で「みんなに理解されないとまでは行きたくない」と考えていた。その中で、以前鹿野淳によるインタビューの際に鹿野が「誰もわかってくんなくていいんだよ!っていうのはロックでない」と言ったことや、Radioheadがアルバム『Amnesiac』をリリースした時に「それまではみんなの耳とか趣味とかと通じ合いたいという気持ちを大事にして、わかりやすい音楽にしていた」と言っていたことを聞いて、共感・安心し、またリスナーへの信頼感もあったことからそれ以降の制作では程よく力を抜くことができたという。

## タイトルとアートワーク
アルバムタイトル、ならびに収録曲の「DEEP RIVER」は、遠藤周作の小説「深い河」にインスパイアされたものである。宇多田は2000年5月に、自身の公式サイトにて遠藤の「海と毒薬」が好きで、また「深い河」を読んでいる途中であることを明かしていた。また、アルバムジャケットとブックレットのアートワークは、前作『Distance』に引き続き紀里谷和明が手掛けている。
アルバム発売に際して、森山大道の撮り下ろし写真による大々的な宇多田の写真展が開催された。撮影は新宿の街で行われた。作品は全てモノクロームで、人気のない都会の路地に一人佇む宇多田の姿を捉えたものとなっている。宇多田と森山はそれ以降一度も会っておらず、森山は2018年の雑誌のインタビューで「聖なる一回性」と2人の邂逅を振り返っている。森山は当時の宇多田の印象について「とても頭のいい子だな、素直で性格のいい子だな」と感じたといい、またそれ以前に一度だけ宇多田の母・藤圭子の撮影をしていたことも、今回の撮影の依頼を承諾した1つの理由だったと述べた。また撮影の際に宇多田が「お母さんみたいに綺麗に撮ってね」と言っていたのが可愛らしかったと語り、また「彼女（宇多田）をアップで撮ろうと寄っていくと、ファインダーの中の彼女は本当に藤圭子にそっくりだったんだ。それでカメラを外すと、まだ少女の面影が残る宇多田ヒカルの姿がそこにある。あの感覚はちょっと不思議だったね。」と当時を振り返った。

## 制作と録音
アルバム収録曲では、まず「FINAL DISTANCE」が作られた。同曲の制作で宇多田は「プロデューサー意識」が芽生えたといい、自ら音楽プログラム用のソフトを駆使して積極的にアレンジまで参加するようになった。また、「FINAL DISTANCE」を作り終えて次のアルバムの「終着点が一瞬見えた」といい、続く「光」「traveling」は、「1曲1曲エネルギーを注いで、その1曲の使命みたいなものをちゃんと果たさせてあげて、色を見つけてあげて、ちゃんと完成させるんだ、1曲1曲が完成でなきゃいけないんだ」という思いで制作された。その中で、1曲を制作するごとに自分の中でのネタが減り、また最初のアイデアがどんどんと絞られていき、曲作りも段々と難しくなっていたという。2002年に入ると、アルバムに向けてのレコーディングが本格的にスタート。同時に4、5曲の作業も行い、新曲が次々と誕生した。「SAKURAドロップス」では、編曲クレジットが「宇多田ヒカル・河野圭」となり、初めて宇多田の名前が最初に刻まれた。宇多田が「Digital Performer」を用いて制作した最初の曲である「Letters」は2001年の終わりにアレンジまで完成してたが、作詞で非常に悩んだといい、2～3か月を要してようやく完成した。アルバム制作が終盤に差し掛かると、宇多田はそれまでにできた楽曲を全部1本のMDにまとめて聴いていたという。宇多田は「ゴールから見て何が足りないかとか、最後の一本のイメージを湧かせるためには、逆算してゴールから見ていく」と語った。しかし、4月に卵巣腫瘍の摘出手術のためにレコーディングは一時中断。宇多田は入院中も病院に歌詞カードを持ち込み作詞を進めていたが、いざレコーディングに戻ると、腹部の手術だったこともあって思うように歌えず「こんなに悔しいのは初めてだ」と思うほどショックを受けたという。その後はそれらをきちんと自覚し、休みをもらいながら制作は最後まで進められた。
宇多田は本作の制作で本格的に編曲までするようになったが、その作業を進めるうちに「何て変化のつけようがないんだ」と感じたという。特にリズムに関してはやっているうちに「組み合わせ」しか考えられなくなり、当時アメリカで売れている音楽などを聴いても「飽き」を感じるようになっていた。そして、自分の聴きたいように自由に作っていたという。「Letters」では、合うキックのパターンが見つからず、一時はキック無しの方向にも向かい、最終的には"普通のキック"というものは使わないアレンジになっている。また、「traveling」は制作当初「シャワーヘッド」というタイトルで、難しいコード展開が何パターンもあったりと要素が多すぎて宇多田曰く「肥満」状態だった。そして悩んだ結果、丸々ワンセクションを差し引いたり、コードも削って4つのコードの繰り返しにまで簡略化、タイトルも「traveling」という簡単な単語にするなど、「脂肪分を捨て、コレステロールを血流から流し出した」ことで、すっきりスマートに仕上げることができたという。宇多田はこれに関してインタビューで、最初に作ったデモトラックからそぎ落とすことのできる判断の大切さや、「削る勇気」を語った。

## 音楽性
本作で宇多田は、デビュー以来のR&Bというジャンルの枠を完全に超え、ハウスや2ステップなどのダンス・ビートや骨太なロックアレンジなどでサウンド面での広がりも見せている。それまでの宇多田の楽曲には見られなかったストリングスを用いることで壮大さを強調している楽曲もあり、また各所で細かく動くシンセがアクセント程度にちょこちょこ入り、これが支えとして機能している。全体的にマイナーコードの曲が多いのも特徴的であり、他の宇多田の作品と比べても圧倒的に暗い雰囲気のアルバムとなっている。また、「生と死」を感じさせるような「FINAL DISTANCE」や「Deep River」では主なコードとして「C♭m」が使われているとする指摘もある。そのほか、随所に和的なムードを感じさせるとも言われている。

### 楽曲
SAKURAドロップス
“桜”のもつオリエンタルな趣とたおやかな季節感をモチーフにしたミディアム・バラードであり、宇多田自ら手掛けたアレンジがとりわけ光っており、サイケデリックな音色を自然にエキゾチックな歌謡曲的メロディに溶け込ませていると指摘されている。また、宇多田曰く「2ステップの出来損ない」のような細かいビートが激しい感情の起伏を表わしているという。
traveling
宇多田が「軽快でわかりやすい」「ノリのいい明るい歌」を作ろうとしていたと語っている曲で、ハウス・ビートの洗練されたトラックの上に、平家物語の有名な一節をも引用した戯曲的な歌詞が乗せられており、アルバムの中でも異色曲となっている。歌詞が難解なことで知られており、井上陽水はこの歌詞に「ユーモアの裏にある破壊衝動や虚無感、刹那」を見出している。
幸せになろう
R&Bの洋楽的アプローチが軽快なテンポの中で活きている曲で、シンプルで垢抜けたピアノが特徴的であり、また後半ではヴェートーベンの「エリーゼのために」のメロディが引用されている。「エリーゼのために」の作曲背景に「成就できない貴族女性との恋」があったことから、これは「悲劇の予兆としての引用」であるとも指摘されている。
Deep River

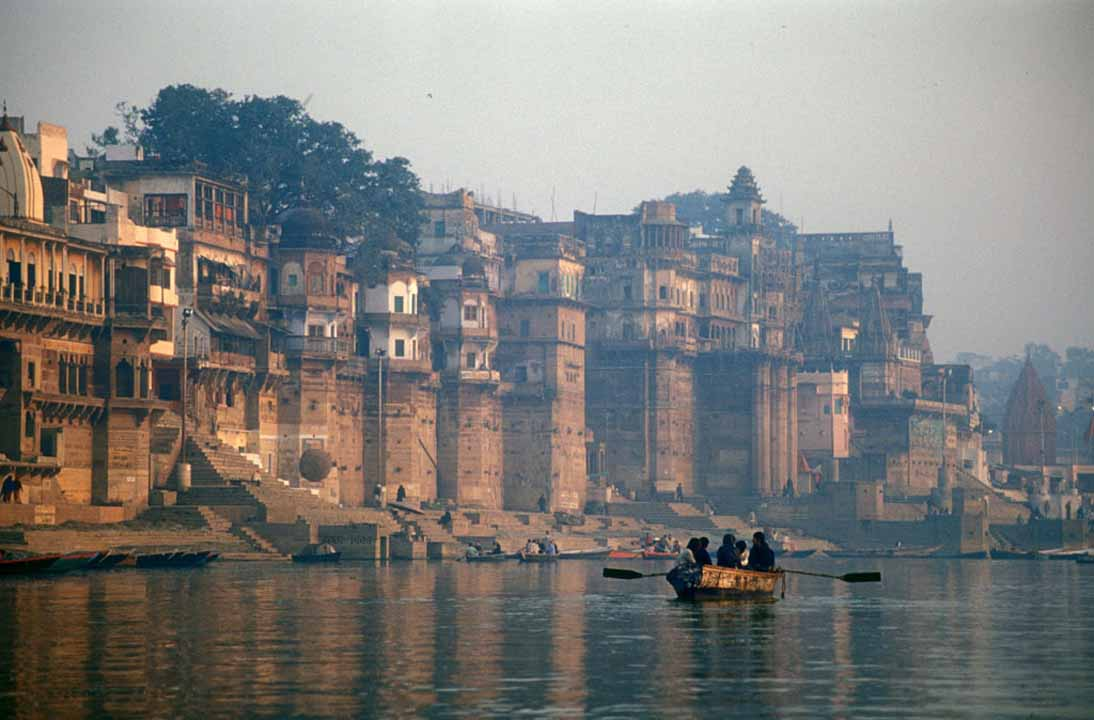
「深い河」のテーマのひとつであるガンジス川（ヴァラナシ)

イントロとアウトロでシタールが用いられている本アルバムの表題曲。アルバム曲として初めてミュージック・ビデオが作られた、監督は紀里谷和明。
前述の通り、インドのガンジス川や土着信仰をテーマにした遠藤周作の「深い河」にインスパイアされて作られている。
Letters
ラテン調のリズムと螺旋状に上昇するメロディが特徴的な曲で、宇多田曰く「猛々しさ」が漂う「硬派ロマン」の楽曲で、「男気のある硬派なギタリストたち」だという、Char、鳥山雄司、HISASHI (GLAY)らが集結している。
プレイ・ボール
大胆さと繊細さの狭間で揺れ動く感情を野球のプレイに見立ててなめらかに歌っている。また、3拍目や4拍目を強調した少し後ろ倒しのリズムも特徴的。
東京NIGHTS
夜の到来を告げるようなオーボエやチェンバロのアルペジオで不夜城・東京の喧騒の中で渇きを癒せる場所を求めて彷徨う姿を描いている曲。
A.S.A.P.
イントロから続く鐘の音のサンプリングと重く太いストリングスに急きたてられるビートが怪しい雲行きを醸し出している。
嘘みたいなI Love You
シングル「光」の英語バージョン「Simple And Clean」でも一部同じメロディが用いられたロック・ナンバー。
FINAL DISTANCE
本アルバムの制作のきっかけとなった楽曲。宇多田は、"final"のここでの意味は、「最後の」というより「最も重要な」だと語った。
Bridge - Interlude
ストリングス主体の1分ほどのインストルメンタル。
光
宇多田が自身の本名をタイトルに選んだラスト・ナンバーで、ダンス系でもバラードでもないこれまでの宇多田の楽曲とは違った新しいカラーのナンバーに仕上がっており、アコギを生かした深みのあるサウンドやキラキラしたトラックも特徴的である。宇多田は同曲の作詞の際、普通は歌詞に使われないような文体や言い回しをあえて用いており、また以前は使わなかった「僕」や「私」という一人称を用いることで歌詞の主体のキャラクター付けもしていたと語った。

## 評価
- 音楽評論家の富澤一誠は、宇多田の曲には「日本のメロディが、日常をさり気なく散りばめた風情がある」とし、本作『DEEP RIVER』を「生きることをドラマチックに感じさせてくれる一枚」と評した[32]。
- CD Journalは本作へのガイドコメントで「J-POPを新しい次元に導く革新性さえ感じさせる」と評価した[1]。
- 萩原健太は、「内省的なシンガー･ソングライターによるすぐれた作品集という感触」と本作を評し、また「随所に日本的な情緒が強く聞き取れるようになったのも面白い。」と語った[27]。
- 新星堂の池田陽人は当時の雑誌のレビューにて、本作について「まぎれもなく彼女の最高傑作であり、10年後も20年後も語り、聴き継がれて行く歴史的なアルバムであるということを今の段階で言い切ろう」とコメントした[33]。
- 鹿野淳は、「宇多田ヒカルは情報（オープン）と意識（インナー）を同時に繋ぎ合わせ、 それを巨大なエネルギーとして発散することが出来る。」と語り、また「情報は人間が生み出すものであり、 その情報と生きているという実感とがごちゃ混ぜになって、我々の生の緊迫感が生まれる」ということを宇多田は「本能的に理解している」からこそ、アルバム『DEEP RIVER』は、「彼女の成長と共に、彼女の混沌や不安までをもポジティヴに表現出来ている」と評価。 「それゆえに、これだけへヴィーな作品にもかかわらず、またもや多くの人々の心の中にすっと入っていけたのだ」という。また、本作を制作した宇多田は「かつてなくディープでかつてなく情熱的で、かつてなく自分の運命を捧げながらかつてなく正直に音楽と対峙している。 」と語った[34]。

## チャート成績
本作は、日本国内歴代5位となる初動売上235万枚を記録。また、3作連続でオリコン年間アルバムチャート1位を獲得した。累計売上枚数は360.5万枚で、日本歴代アルバムセールス第9位、オリジナルアルバムに限定すると歴代4位となっている（1、2位も同じく宇多田のアルバム『First Love』と『Distance』）。また、1位の『Distance』に続いて2000年代で2番目に売れたオリジナルアルバムでもある（アルバム2位は浜崎あゆみの『A BEST』）。ゴールドディスク認定では、日本レコード協会より「3ミリオン」認定を受けている。また収録シングル曲でミリオンセラーが1曲も無いアルバムとしては最高売上である。

## ミュージックビデオ
収録曲「FINAL DISTANCE」「traveling」「光」「SAKURAドロップス」「Deep River」の5本のミュージックビデオは、全て映画監督の紀里谷和明が手掛けた。宇多田は、「FINAL DISTANCE」の頃からレコーディングを行うと同時にどういった内容のミュージックビデオを作るかを考えるようになった。その中で、「FINAL DISTANCE」では「動と静」の内で「静」を、「traveling」では「動」を強調したビデオを紀里谷に依頼したという。なお「光」のミュージックビデオは、当初はドナルド・キャメロン（後に宇多田の「COLORS」のミュージックビデオで監督を務める）が手掛ける予定だったが、スケジュールが合わず、急遽紀里谷が監督をすることとなった。これら5作品は、メイキング映像とともに宇多田のビデオクリップ集『UTADA HIKARU SINGLE CLIP COLLECTION+ VOL.3 UH3+』に収められ、2002年9月30日に発売された。なお、同月6日に宇多田は紀里谷との入籍を発表している。
紀里谷は、「FINAL DISTANCE」「traveling」「SAKURAドロップス」の映像を「三部作」としている。「FINAL DISTANCE」のミュージックビデオについて「荒削りなところやアマチュアっぽいところがあって、その不安定な感じが逆に面白い」と後に語っており、またその部分が、宇多田が同曲で本格的にアレンジ面で手を加えるようになったの似ている部分があるとも語った。「traveling」のビデオは、曲と同様に「いろんなところからのサンプリング」だという。紀里谷は「いわゆるPOP MUSICであるっていうものやPOP CULTUREであるっていうものは、いままで見てきたものを結集して作り上げている感じがすごくするじゃないですか。」と語っており、その点で「(「FINAL DISTANCE」とは）正反対のPOPの極地みたいなところまで行ってよかった」という。「FINAL DISTANCE」と「traveling」のビデオは、"対のコントラスト""パラドックス""矛盾"が強調されているが、"三部作"の最後「SAKURAドロップス」のビデオではそれが無いといい、「一つの完成形というか、それに対しての答え」だと紀里谷は語ってた。同作では、伊藤若冲にインスパイアされた映像美で「楽園」「ユートピア」が表現されている。
同"三部作"の衣装は全て北村道子が手掛けている。北村は衣装を手掛けるにあたり、以前から温めていた上述の伊藤若冲のモチーフを具現化して宇多田に纏わせており、この時の衣装は北村によると「若冲三部作」だという。まず「FINAL DISTANCE」は、「若冲の白い孔雀が子どもに生まれ変わって、そこから世界がサーカスになっていく」物語。「traveling」では、"花"と"列車"をモチーフに、そのイメージがどんどん膨らんでいき、最後は"万華鏡"になっていくイメージが描かれている。「SAKURAドロップス」は若冲の象をイメージに、その象の中にある「楽園」を想像して作られている。
「Deep River」は、初めてシングル以外でミュージックビデオが作られた楽曲となっており、前述のクリップ集UH3ではビデオの前にプロローグ的な映像が収録されている。宇多田は、アルバムを作り終えて「空っぽ」になっていた期間に谷崎潤一郎の「文章読本」を読んで「言葉を書くこと」について勉強していたといい、自ら「散文詩」も書いていた。「Deep River」のビデオの冒頭では、紀里谷の勧めでそれを自ら音読している。

### 評価
DVDビデオぴあは、5作のミュージックビデオについて、「作品の背景がセットやCG、ジオラマなどあらゆる手法を駆使したデコラティヴな映像なだけに逆に、その中で最終的に際立つのが宇多田の動きや表情、存在感であることに素直に驚かされる。」とコメント。また、「拘りを漏らさず詰め込んだ3部作から最後の『Deep River』では全てが削ぎ落とされ、“生身の人”が映し出されていく。その必然と思える流れは、シングル･クリップ集という枠を超え、ある種の感慨を呼び起こすのだ」と評価している。WHAT's IN?の早川加奈子は、「〈クリエイター同士の意見のぶつかり合い〉という化学反応があったからこそこれだけのハイクオリティな作品が出来たのだということが、まるでドキュメンタリー映画を見た後のように実感できる」と語った。

## 収録曲
全作詞・作曲：宇多田ヒカル、全編曲：河野圭 & 宇多田ヒカル (特記以外、SAKURAドロップスのみ、宇多田ヒカル & 河野圭表記)
1. SAKURAドロップス (4:58)
11thシングル
TBS系テレビドラマ『First Love』主題歌
2. traveling (5:13)
9thシングル
NTTドコモ「FOMA」CMソング
3. 幸せになろう (4:46)
4. Deep River (4:36)
5. Letters (4:48)
11thシングル
NTTドコモ「FOMA」CMソング
6. プレイ・ボール (4:13)
7. 東京NIGHTS (4:43)
弦編曲：河野圭
8. A.S.A.P. (4:55)
編曲：本田優一郎、河野圭 & 宇多田ヒカル（additional rythm arrangement)、本田優一郎（弦編曲)
9. 嘘みたいなI Love You (4:48)
10. FINAL DISTANCE (5:38)
編曲：河野圭 & 宇多田ヒカル、斎藤ネコ（弦編曲)
8thシングル
NTTドコモ「M-stage」CMソング
11. Bridge (Interlude) (1:08)
12. 光 (5:02)
10thシングル
リアレンジは加えられていないが、出だしに息を吸う音が入っている。
スクウェアゲームソフト『KINGDOM HEARTS』テーマソング
アサヒ飲料「三ツ矢サイダーキングダムハーツデザイン」CMソング
13. Simple And Clean (5:03)
10thシングル『光』の英語版。12thシングル『COLORS』のカップリング
スクウェア・エニックスゲームソフト『KINGDOM HEARTS FINAL MIX』テーマソング
2018 Remastered Editionのみの収録

## アナログ盤収録曲
- SIDE 1
  - 1.,2.,3.
- SIDE 2
  - 4.,5.,6.
- SIDE 3
  - 7.,8.,9.
- SIDE 4
  - 10.,11.,12.

CDの収録曲の順番に対応して表記。
SIDE 1,2とSIDE 3,4との2枚組。

## チャートと売上

### アルバム
| オリコン（2002年） | 最高 順位 | 認定(RIAJ) | 累計売上  |
| ------------------ | --------- | ---------- | --------- |
| 週間アルバム       | 1         | 3ミリオン  | 3,506,600 |
| 年間アルバム       | 1         | 3ミリオン  | 3,506,600 |

### シングル
| 年     | シングル                 | チャート順位    | チャート順位                   | チャート順位    | 認定(RIAJ)                                | 累計売上枚数                    |
| 年     | シングル                 | 週間 (オリコン) | 週間 (Billboard Japan Hot 100) | 年間 (オリコン) | 認定(RIAJ)                                | 累計売上枚数                    |
| ------ | ------------------------ | --------------- | ------------------------------ | --------------- | ----------------------------------------- | ------------------------------- |
| 2001年 | FINAL DISTANCE           | 2               | -                              | 24              | プラチナ（CD) ゴールド（デジタル)         | 582,000（CD) 100,000（デジタル) |
| 2001年 | traveling                | 1               | -                              | 2               | ミリオン（CD) ゴールド（デジタル)         | 856,000（CD) 100,000（デジタル) |
| 2002年 | 光                       | 1               | -                              | 10              | ダブル・プラチナ（CD) ゴールド（デジタル) | 598,000（CD) 100,000（デジタル) |
| 2002年 | SAKURAドロップス/Letters | 1               | 74                             | 6               | ダブル・プラチナ（CD) ゴールド（デジタル) | 687,000（CD) 100,000（デジタル) |